# EU-Regionsudvalget
Det Europæiske Regionsudvalg eller EU's forsamling af regionale og lokale repræsentanter  er Den Europæiske Unions (EU's) forsamling af lokale og regionale repræsentanter, der giver de subnationale myndigheder (dvs. regioner, amter, provinser, kommuner og byer) en direkte stemme i EU's institutionelle system.
Regionsudvalget blev oprettet i 1994 med to formål for øje. For det første ville man sikre de lokale og regionale repræsentanter indflydelse på udformningen af EU-lovgivningen, eftersom ca. tre fjerdedele af lovgivningen gennemføres på lokalt eller regionalt niveau. For det andet var man bekymret over den stadig voksende kløft mellem borgerne og den europæiske integrationsproces; inddragelse af de folkevalgte repræsentanter, der var tættest på borgerne, blev set som en af måderne til at mindske denne kløft.

## Baggrund
I EU har regionerne arbejdet for at få mere at skulle have sagt i EU-anliggender, især de tyske delstater. Det førte til, at man med Maastricht-traktaten oprettede Det Europæiske Regionsudvalg og åbnede for, at medlemsstaterne kunne lade sig repræsentere i Rådet af ministre fra deres regionalregeringer.

## Principper
Tre vigtige principper er helt centrale for Regionsudvalgets arbejde:
Subsidiaritet
Dette princip, der blev indskrevet i traktaterne samtidig med oprettelsen af Regionsudvalget, indebærer, at beslutninger i EU skal træffes på det niveau, der er tættest muligt på borgerne. EU skal således ikke beskæftige sig med opgaver, der bedre kan løses på nationalt, regionalt eller lokalt niveau. 
Nærhed
Alle forvaltningsniveauer skal bestræbe sig på at være "tæt på borgerne", især ved at tilrettelægge deres arbejde på en gennemsigtig måde, så det bliver muligt for borgerne at se, hvem der har ansvaret for hvad, og hvordan de skal få deres synspunkter frem.
Partnerskab
Gode europæiske styreformer indebærer, at europæiske, nationale, regionale og lokale forvaltninger samarbejder – alle fire niveauer er nødvendige og bør deltage i hele den "flerlagede" beslutningsproces.

## Virkefelt
Ifølge traktaterne skal Kommissionen og Rådet høre Regionsudvalget om nye forslag, der påvirker det regionale eller lokale niveau. Uden for disse områder kan Kommissionen, Rådet og Europa Parlamentet også høre Regionsudvalget på andre områder, hvis de mener, at et forslag vil få væsentlige regionale eller lokale konsekvenser. Regionsudvalget kan også afgive udtalelser på eget initiativ og dermed sætte emner på EU-dagsordenen.
Regionsudvalget har fået ret (privilegeret status) til at anlægge sager ved EU-Domstolen, nu da Lissabontraktaten er trådt i kraft efter alle medlemsstaternes ratificering (artikel 8 i Protokol nr. 2 om anvendelse af nærhedsprincippet og proportionalitetsprincippet).

## Sammensætning
Regionsudvalget har 350 ordinære medlemmer og lige så mange suppleanter, idet antallet fra de enkelte medlemslande stort set afspejler befolkningens størrelse.
| State          | Members | State     | Members | State      | Members |
| -------------- | ------- | --------- | ------- | ---------- | ------- |
| Tyskland       | 24      | Belgien   | 12      | Irland     | 9       |
| Storbritannien | 24      | Ungarn    | 12      | Kroatien   | 9       |
| Frankrig       | 24      | Portugal  | 12      | Litauen    | 9       |
| Italien        | 24      | Sverige   | 12      | Letland    | 7       |
| Spanien        | 21      | Bulgarien | 12      | Slovenien  | 7       |
| Polen          | 21      | Østrig    | 12      | Estland    | 6       |
| Rumænien       | 15      | Slovakiet | 9       | Cypern     | 5       |
| Nederlandene   | 12      | Danmark   | 9       | Luxembourg | 5       |
| Grækenland     | 12      | Finland   | 9       | Malta      | 5       |
| Tjekkiet       | 12      |           |         |            |         |
| TOTAL          | TOTAL   | TOTAL     | TOTAL   | TOTAL      | 350     |

## Intern struktur
Formand
Formanden, der er valgt af plenarforsamlingen for en periode af to et halvt år, leder arbejdet i Regionsudvalget, styrer plenarforsamlingerne og er udvalgets officielle repræsentant. Den nuværende formand er Markku Markkula (Finland / Det Europæiske Folkepartis Gruppe), medlem af byrådet i Espoo, som blev valgt den 12. februar 2015. 
Oversigt over Regionsudvalgets hidtidige formænd
| RU-formand                                     | Formandsperiode     | Nationalitet | Politisk EU-gruppe                     |
| ---------------------------------------------- | ------------------- | ------------ | -------------------------------------- |
| Markku Markkula, Espoo                         | siden 2015          | finsk        | Det Europæiske Folkepartis Gruppe      |
| Michel Lebrun, Vallonien                       | 2014-2015 (interim) | Belgian      | Det Europæiske Folkepartis Gruppe      |
| Ramón Luis Valcárcel, Murcia                   | 2012–2014           | spansk       | Det Europæiske Folkepartis Gruppe      |
| Mercedes Bresso, Piemonte                      | 2010–2012           | italiensk    | De Europæiske Socialdemokraters Gruppe |
| Luc Van Den Brande, Flandern                   | 2008–2010           | belgisk      | Det Europæiske Folkepartis Gruppe      |
| Michel Delebarre, Dunkirk, Nord Pas de Calais  | 2006–2008           | fransk       | De Europæiske Socialdemokraters Gruppe |
| Peter Straub, Baden-Wurttemberg                | 2004–2006           | tysk         | Det Europæiske Folkepartis Gruppe      |
| Sir Albert Bore, Birmingham                    | 2002–2004           | britisk      | De Europæiske Socialdemokraters Gruppe |
| Jos Chabert, Bruxelles hovedstadsregion        | 2000–2002           | belgisk      | Det Europæiske Folkepartis Gruppe      |
| Manfred Dammeyer, Nordrhein-Westfalen          | 1998-2000           | tysk         | De Europæiske Socialdemokraters Gruppe |
| Pasqual Maragall I Mira, Barcelona, Catalonien | 1996–1998           | spansk       | De Europæiske Socialdemokraters Gruppe |
| Jacques Blanc, Languedoc-Roussillon            | 1994–1996           | fransk       | Det Europæiske Folkepartis Gruppe      |

Første næstformand
Første næstformand vælges også af plenarforsamlingen for en periode af to et halvt år og afløser formanden, når denne er fraværende. Karl-Heinz Lambertz, (Belgien / De Europæiske Socialdemokraters Gruppe), formand for parlamentet for det tysksprogede fællesskab i Belgien, blev valgt til første næstformand den 12. februar 2015.
Præsidiet
Præsidiet er Regionsudvalgets udøvende organ. Det består af 63 medlemmer: formanden, den første næstformand, 28 næstformænd (én pr. medlemsstat), formændene for Regionsudvalgets politiske grupper samt 28 andre medlemmer fra de nationale delegationer. Denne sammensætning skaber national og politisk ligevægt. Præsidiet mødes almindeligvis syv-otte gange om året. Det udformer Regionsudvalgets politiske program og giver administrationen instrukser om, hvordan dets beslutninger skal gennemføres.
Plenarforsamlingen
Regionsudvalgets medlemmer mødes til plenarforsamling i Bruxelles seks gange om året for at behandle og vedtage udtalelser, rapporter og resolutioner.
Underudvalgene
Regionsudvalgets arbejde er struktureret omkring en række underudvalg, som tager sig af de forskellige tematiske områder: 
- CIVEX - borgerrettigheder, styreformer og institutionelle og eksterne forbindelser
- COTER - territorial samhørighed og EU's budget
- ECON - økonomisk politik
- ENVE - miljø, klimaforandring og energi
- NAT – naturressourcer herunder landbrug
- SEDEC - social- og arbejdsmarkedspolitik, uddannelse, beskæftigelse og kultur.

Underudvalgene udarbejder forslag til udtalelser og arrangerer konferencer og seminarer om emner under deres ansvarsområder. Hvert underudvalg har ca. 100 medlemmer (hvert medlem kan være medlem af to underudvalg) og bistås af et sekretariat i Regionsudvalgets administration. Der er desuden oprettet et Udvalg for Finansielle og Administrative Anliggender (UFAA), som har til opgave at bistå Regionsudvalgets præsidium.
De politiske grupper
Regionsudvalget har fem politiske grupper: Det Europæiske Folkepartis Gruppe (EPP), De Europæiske Konservative & Reformister (ECR), De Europæiske Socialdemokrater (PES), Alliancen af Liberale og Demokrater for Europa (ALDE) og Europæiske Frie Alliance (EFA). Medlemmerne af de politiske grupper mødes før vigtige møder for at vedtage en fælles holdning.
Formandskonferencen
Regionsudvalgets formand, første næstformand, formændene for de politiske grupper og generalsekretæren mødes i Formandskonferencen før hver plenarforsamling og andre vigtige møder for at nå til politisk enighed om strategiske spørgsmål.
De nationale delegationer
Regionsudvalget har også 28 nationale delegationer Arkiveret 30. marts 2015 hos  Wayback Machine. Medlemmerne mødes i deres nationale delegationer før plenarforsamlinger og andre arrangementer for at drøfte fælles holdninger.
Generalsekretæren
Generalsekretæren udnævnes for fem år af præsidiet. Som leder af Regionsudvalgets administration må generalsekretæren ikke samtidig bestride noget politisk hverv. Generalsekretæren har ansvaret for gennemførelsen af formandens og præsidiets beslutninger og for, at administrationen fungerer effektivt. Jiří Buriánek har siden 1. september 2014 været Regionsudvalgets generalsekretær.
Generalsekretariatet
Generalsekretariatet består af fem direktorater: Medlemmer og Plenarforsamlinger, Lovgivningsarbejde 1, Lovgivningsarbejde 2, Kommunikation, Menneskelige Ressourcer og Finans Direktoratet for Logistik og Direktoratet for Oversættelse forvaltes i samarbejde med Det Europæiske Økonomiske og Sociale Udvalg.

## Aktiviteter
Udtalelser
Kommissionen, Rådet og Europa-Parlamentet hører Regionsudvalget i forbindelse med udarbejdelsen af lovtekster (direktiver, forordninger o.l.) af relevans for de lokale og regionale myndigheder. Forslagene sendes til de relevante underudvalg i Regionsudvalget. Derefter udpeges der en ordfører, som skal stå for udarbejdelsen af Regionsudvalgets udtalelse. Forslaget til udtalelse skal vedtages af underudvalget, inden det behandles på plenarforsamlingen. Når det er blevet vedtaget på plenarforsamlingen, sendes Regionsudvalgets officielle udtalelse til samtlige EU-institutioner og offentliggøres i EU-Tidende.
Resolutioner
Regionsudvalget kan via resolutioner udtrykke sin holdning til vigtige og aktuelle emner. De politiske grupper kan også udarbejde resolutioner.
Research og andre udgivelser
Regionsudvalget udarbejder studier om forskellige aspekter af EU’s lokale og regionale dimension (uddannelse, transport, sociale aspekter, udvidelser osv.). Regionsudvalgets studier udarbejdes med støtte fra eksterne eksperter. Regionsudvalget udgiver også publikationer, der er rettet mod den brede offentlighed og regionale og lokale aktører med det formål at præsentere sine aktiviteter og redegøre kortfattet for den aktuelle politiske udvikling.
Arrangementer
I sin egenskab af mødested for regioner og byer afholder Regionsudvalget konferencer, seminarer og udstillinger i samarbejde med lokale og regionale partnere og andre EU-institutioner. Under den årlige afholdelse af Den Europæiske Uge for Regioner og Byer (OPEN DAYS) får Regionsudvalgets hovedsæde besøg af tusindvis af deltagere, der medvirker i livlige debatter eller søger partnere at gennemføre fælles projekter med.

## Baggrund
1992: Maastrichttraktaten. EU's ledere beslutter at oprette Regionsudvalget som en rådgivende forsamling, der skal give regionerne og byerne en stemme i EU’s beslutningsproces og fungere som et direkte led mellem EU og borgerne. Traktaten forpligter Kommissionen og Rådet til at høre Regionsudvalget om nøgleområder af relevans for regionerne. Medlemmerne af Regionsudvalget udnævnes af medlemsstaternes regeringer og beskikkes for fire år ad gangen. I marts 1994 afholder Regionsudvalget sin første plenarforsamling i Bruxelles.
1995: EU udvides. Antallet af medlemmer af Regionsudvalget stiger fra 189 til 222 efter optagelsen af Østrig, Finland og Sverige.
1997: Amsterdamtraktaten. Regionsudvalgets kompetenceområde bliver udvidet til at omfatte cirka to tredjedele af EU's lovgivningsmæssige forslag. Traktaten åbner ligeledes for, at Europa-Parlamentet kan høre Regionsudvalget.
2001: Nicetraktaten. Regionsudvalgets demokratiske legitimitet understreges, idet det i traktaten kræves, at udvalgets medlemmer enten skal være valgt til eller være politisk ansvarlige over for en regional eller lokal valgt forsamling. Traktaten fastlægger en øvre grænse for antallet af medlemmer på 350.
2002-2003: Konventet om EU's fremtid. Medlemmer af Regionsudvalget deltager i konventet, der skal udarbejde en EU-forfatning. Teksten anerkender udtrykkeligt de lokale og regionale myndigheders rolle og beføjelser, og den giver desuden Regionsudvalget ret til at anlægge sag ved EF-Domstolen for at få prøvet EU-love, som ikke er i overensstemmelse med nærhedsprincippet.
Maj 2004: EU udvides. Regionsudvalgets medlemsantal stiger fra 222 til 317 som følge af tiltrædelsen af 10 nye medlemsstater.
Februar 2006: ny mandatperiode. Regionsudvalget indleder en ny fireårig mandatperiode. De politiske prioriteter er at fremme de lokale og regionale myndigheders rolle i overensstemmelse med Lissabonstrategien for vækst og beskæftigelse, styrke samhørighed og solidaritet samt gå i spidsen for kampagnen "Formidling af Europa på lokalt plan", der skal bringe EU tættere på borgerne.
Januar 2007: EU udvides. Med optagelsen af Bulgarien og Rumænien øges Regionsudvalgets medlemstal fra 317 til 344.
December 2007: Lissabontraktaten. Lissabontraktaten bekræfter Regionsudvalgets ret til at anlægge sag ved EU-Domstolen for at beskytte sine beføjelser samt nærhedsprincippet, som allerede foreslået af Konventet om EU's fremtid. Denne nye beføjelse vil styrke Regionsudvalgets politiske rolle, i og med at det kan optræde med større gennemslagskraft i EU til gavn for de lokale og regionale myndigheder. Lissabontraktaten udvider medlemmernes mandatperiode fra fire til fem år.
Juli 2013: EU udvides. Regionsudvalgets medlemstal steg fra 344 til 353 efter Kroatiens tiltrædelse (medlemstallet er senere faldet til 350).